# شون ميرفي
شون ميرفي هو مهندس ومحامي وسياسي كندي، ولد في 27 يوليو 1951 في تشارلوت تاون في كندا. حزبياً، نشط في الحزب الليبرالي الكندي. وقد انتخب رئيس مجلس وزارة المالية ‏ (4 مايو 2006 – 29 سبتمبر 2010) وانتخب عضو مجلس العموم الكندي.